# Robert Raoul André Guinard
Robert Raoul André Guinard, né le 3 mai 1896 à Paris et mort le 21 octobre 1989 à Granville, est un peintre, fresquiste et maître verrier français.

## Biographie
Robert Guinard réussit à 13 ans le concours de l'École Estienne, préparant aux métiers du livre, et se dirige vers la lithographie. Il quitte cette école au profit de celle des Beaux-Arts de Paris et intègre l'atelier de Fernand Cormon (1845-1924), puis de Jean-Pierre Laurens (1875-1932).
En 1920 il fait la connaissance aux Beaux-Arts de mademoiselle Marcelle Yvonne Cécile Aimée Delcour (1896-1978), élève de messieurs :Laurent Marqueste (1848-1920); puis Victor Ségoffin (1867-1925). Ils se marient à la mairie du Ve arrondissement de Paris le 22 février 1921
Le couple part au Maroc en 1934, ou naîtront leurs filles jumelles. De retour en France en 1936 les nus de Robert connaissent un certain succès. Le couple part s'installer dans un petit village nommé Crécey dans la commune de Saint-Pair-sur-Mer, lui peint, elle sculpte, ensemble ils élèvent moutons et volailles et iront jusqu'aux vaches pendant la guerre. Robert restaure également des tableaux pour les monuments historiques. Ils ont bénéficié des chantiers de la reconstruction après la Seconde Guerre mondiale.
Considéré comme le chef de file des artistes granvillais, il est le fondateur avec Victor Fontaine et Louis Delaisse en 1957 du Salon des artistes granvillais dont il devient le président pendant 21 ans.

## Œuvres
- Condé-sur-Vire : église paroissiale  Crucifixion, et Pèlerins d'Emmaüs[Note 1] ,[4]. peintures marouflées, 300 × 300 cm, 1958[5].
- Gorges (Manche), église Notre-Dame, restaurée, elle possède un vitrail représentant  L'Annonciation  conçu par Robert Raoul André Guinard[6].
- La Luzerne, église paroissiale  Le baptême du Christ; peinture a fresco, 1952[7].
- Le Lorey, église Saint-Martin (XVIe, XVIIIe – XXe siècle). Reconstruite après la Seconde Guerre mondiale entre 1952 et 1954, elle possède un chemin de croix, peint a fresco, peint par Guinard[8].
- Raids, Église Saint-Georges (XXe siècle). Reconstruction après la Seconde Guerre mondiale par l'architecte Pierre-André Le Breton, André Martinet, et Yves Maublanc en 1958. Chemin de croix, peint a fresco, en 1959[9]
- Roncey, église Saint-Côme-et-Saint-Damien reconstruite après la destruction de la précédente lors de la Seconde Guerre mondiale sous un vocable différent, peinture a fresco dans le chœur Le Christ en Majesté[10]
- Saint-Amand (Manche), église Chemin de croix  peint a fresco, entre 1948 et 1958[10]
- Saint-Brieuc, musée d'Art et d'Histoire: Bréhat, Loch-Kuz, 1931 dim:73 × 92 cm[11]
- Saint-Georges-d'Elle, église Saint-Georges :Deux peintures a fresco :  Notre-Dame de Lourdes et  Le Sauveur, et par son épouse, une statue de  Jeanne d'Arc[12]
- Saint-Germain-sur-Sèves, église Saint-Germain: Chemin de croix , peint a fresco, le maître-autel est de son épouse[12].
- Saint-Lô, archives départementales de la Manche : Nature morte aux oignons, hst, signée bas droite 1972; dim:36 × 44 cm.
- Saint-Pair-sur-Mer, collection de la ville :  Sainte Thérèse de l'Enfant Jésus , estampe grand format n° inventaire: 1 Fi/1017.

## Salons
- Salon des artistes français
  - 1933:  La Pastorale
  - 1936: L'Infirmière [Note 2] ,[13]

## Récompenses
- 1925 - Première médaille d'argent au Salon des artistes français
- 1926 - prix Maguelonne-Lefebvre-Glaize
- 1932 - Grand Prix de la Ville de Paris
- 1983 - Médaille d'or de la ville de Granville